# قرار مجلس الأمن التابع للأمم المتحدة رقم 1560
قرار مجلس الأمن التابع للأمم المتحدة 1560، المتخذ بالإجماع في 14 سبتمبر 2004، بعد إعادة التأكيد على جميع القرارات المتعلقة بالحالة بين إريتريا وإثيوبيا، ولا سيما القرار 1531 (2004)، مدد المجلس ولاية بعثة الأمم المتحدة في إثيوبيا وإريتريا حتى 15 مارس 2005.
اتُخذ القرار وسط استمرار الجمود في عملية السلام بين إثيوبيا وإريتريا.

## القرار

### أعمال
ومدد القرار ولاية بعثة الأمم المتحدة في إثيوبيا وإريتريا بقوام مخفض حتى 15 مارس 2005  وتم حث الطرفين على الوفاء بالتزاماتهما بموجب اتفاق الجزائر والتعاون مع لجنة الحدود من أجل أن تفي بولايتها. ودُعيت الأطراف كذلك إلى التعاون مع بعثة الأمم المتحدة في إثيوبيا وإريتريا وحماية موظفي الأمم المتحدة. ورحب المجلس بقرار إثيوبيا السماح بممر جوي مباشر بين عاصمتي أديس أبابا وأسمرة لتسهيل عمل العملية ودعا إلى إعادة فتح طريق أسمرة إلى بارينت.
وجدد المجلس التأكيد على اهمية الحوار بين البلدين وتطبيع العلاقات الدبلوماسية بينهما. وفي غضون ذلك، أيدت جهود المبعوث الخاص لويد أكسوورثي لتأمين تنفيذ الاتفاقات المبرمة بينهما. وسيقوم الأمين العام كوفي أنان بمراقبة الوضع عن كثب ومراجعة تفويض بعثة الأمم المتحدة في ضوء أي تقدم في عملية السلام.

## روابط خارجية
- نص القرار في undocs.org